# Championnat de république démocratique du Congo de football 2017-2018
Navigation
Saison précédente Saison suivante
La saison 2017-2018 du Championnat de république démocratique du Congo de football est la soixante-et-unième édition de la première division en république démocratique du Congo, la Ligue Nationale de Football. La compétition rassemble les meilleures formations du pays.
À partir de la saison prochaine, le championnat se jouera avec une poule unique avec 16 équipes.
La première phase régionale comporte trois poules :
- Zone de développement Ouest : 10 clubs, 4 qualifiés pour la poule finale et 5 relégués
- Zone de développement Est : 8 clubs, 3 qualifiés pour la poule finale et 4 relégués
- Zone de développement Centre-Sud : 10 clubs, 5 qualifiés pour la poule finale et 4 relégués

La poule finale se joue entre les 12 clubs qualifiés (qui seront automatiquement qualifiés pour le championnat 2018-2019), qui se rencontrent en matchs aller-retour.
C'est le club du AS Vita Club qui est sacré cette saison après avoir terminé en tête de la poule pour le titre, avec trois points d'avance sur le Tout Puissant Mazembe, le tenant du titre. Il s'agit du quatorzième titre de champion de république démocratique du Congo de l'histoire du club.

## Les clubs participants
Zone de développement Centre-Sud
- AC Dibumba
- CS Don Bosco
- JS Groupe Bazano
- Lubumbashi Sport
- Ecofoot Katumbi - Promu de D2
- FC Océan Pacifique
- FC Saint Eloi Lupopo
- SM Sanga Balende
- TP Mazembe
- Union sportive Tshinkunku - Promu de D2

Zone de développement Est
- Maniema Union - Promu de D2
- AS Dauphins Noirs
- CS Makiso
- OC Bukavu Dawa
- OC Muungano
- FC Mont Bleu - Promu de D2
- FC Umoja/Etoile du Kivu - Promu de D2
- Daring Club Virunga

Zone de développement Ouest
- AS Dragons Bilima
- RC Kinshasa
- FC MK Etanchéité
- DC Motema Pembe
- FC Renaissance du Congo
- Tout Puissant Molunge - Promu de D2
- Sharks XI FC
- Académic Club Rangers - Promu de D2
- AS Vita Club
- FC Nord Sport - Promu de D2

| \| Kinshasa: · AS Vita Club · DC Motema Pembe · FC Renaissance du Congo · RC Kinshasa · Académic Club Rangers · AS Dragons · Sharks XI FC · FC MK Lubumbashi: · TP Mazembe · FC Saint Éloi Lupopo · CS Don Bosco · JS Groupe Bazano · Lubumbashi Sport · Ecofoot Katumbi Kinshasa Lubumbashi SM Sanga Balende Atletico Club Dibumba FC Océan Pacifique US Tshinkunku OC Bukavu Dawa OC Muungano AS Dauphins Noirs DC Virunga CS Makiso AS Maniema Union FC Mont Bleu FC Etoile du Kivu TP Molunge FC Nord Sport \| Localisation des clubs engagés dans le championnat. |
| Kinshasa: · AS Vita Club · DC Motema Pembe · FC Renaissance du Congo · RC Kinshasa · Académic Club Rangers · AS Dragons · Sharks XI FC · FC MK Lubumbashi: · TP Mazembe · FC Saint Éloi Lupopo · CS Don Bosco · JS Groupe Bazano · Lubumbashi Sport · Ecofoot Katumbi Kinshasa Lubumbashi SM Sanga Balende Atletico Club Dibumba FC Océan Pacifique US Tshinkunku OC Bukavu Dawa OC Muungano AS Dauphins Noirs DC Virunga CS Makiso AS Maniema Union FC Mont Bleu FC Etoile du Kivu TP Molunge FC Nord Sport                                                           |

## Compétition
Le barème utilisé pour le classement est le suivant :
- Victoire : 3 points
- Match nul : 1 point
- Défaite, abandon ou forfait : 0 point

### Première phase
| Rang | Équipe              | Pts | J  | G  | N | P  | Bp | Bc | Diff |
| ---- | ------------------- | --- | -- | -- | - | -- | -- | -- | ---- |
| 1    | TP MazembeT         | 43  | 18 | 13 | 4 | 1  | 42 | 5  | +37  |
| 2    | St Eloi Lupopo      | 33  | 18 | 10 | 3 | 5  | 25 | 17 | +8   |
| 3    | CS Don Bosco        | 31  | 18 | 8  | 7 | 3  | 16 | 9  | +7   |
| 4    | SM Sanga Balende    | 29  | 18 | 8  | 5 | 5  | 21 | 14 | +7   |
| 5    | JS Groupe Bazano    | 23  | 18 | 6  | 5 | 7  | 16 | 21 | -5   |
| 6    | Ecofoot KatumbiP    | 22  | 18 | 5  | 7 | 6  | 12 | 19 | -7   |
| 7    | Lubumbashi Sport    | 19  | 18 | 5  | 4 | 9  | 15 | 18 | -3   |
| 8    | US TshinkunkuP      | 19  | 18 | 5  | 4 | 9  | 14 | 25 | -11  |
| 9    | AC DibumbaP         | 14  | 18 | 2  | 8 | 8  | 12 | 24 | -12  |
| 10   | FC Océan PacifiqueP | 11  | 18 | 2  | 5 | 11 | 9  | 30 | -21  |

| Rang | Équipe                    | Pts | J  | G | N | P | Bp | Bc | Diff |
| ---- | ------------------------- | --- | -- | - | - | - | -- | -- | ---- |
| 1    | Maniema UnionP            | 26  | 14 | 7 | 5 | 2 | 24 | 12 | +12  |
| 2    | FC Mont Bleu P            | 22  | 14 | 6 | 4 | 4 | 18 | 15 | +3   |
| 3    | AS Dauphins Noirs         | 20  | 14 | 6 | 2 | 6 | 12 | 9  | +3   |
| 4    | Daring Club Virunga       | 20  | 14 | 6 | 2 | 6 | 16 | 16 | 0    |
| 5    | OC Muungano               | 20  | 14 | 6 | 2 | 6 | 15 | 15 | 0    |
| 6    | OC Bukavu Dawa            | 19  | 14 | 4 | 7 | 3 | 7  | 8  | -1   |
| 7    | FC Umoja/Etoile du Kivu P | 14  | 14 | 3 | 5 | 6 | 10 | 15 | -5   |
| 8    | CS Makiso                 | 11  | 14 | 2 | 5 | 7 | 11 | 23 | -12  |

| Rang | Équipe                  | Pts | J  | G  | N | P | Bp | Bc | Diff |
| ---- | ----------------------- | --- | -- | -- | - | - | -- | -- | ---- |
| 1    | DC Motema Pembe         | 42  | 16 | 13 | 3 | 0 | 28 | 4  | +24  |
| 2    | AS Vita Club            | 36  | 16 | 11 | 3 | 2 | 28 | 5  | +23  |
| 3    | Académic Club RangersP  | 26  | 16 | 7  | 5 | 4 | 24 | 16 | +8   |
| 4    | AS Dragons Bilima       | 21  | 16 | 5  | 6 | 5 | 18 | 19 | -1   |
| 5    | Tout Puissant MolungeP  | 17  | 16 | 4  | 5 | 7 | 14 | 19 | -5   |
| 6    | RC Kinshasa             | 17  | 16 | 4  | 5 | 7 | 17 | 18 | -1   |
| 7    | FC MK Etanchéité        | 14  | 16 | 3  | 5 | 8 | 15 | 24 | -9   |
| 8    | FC Renaissance du Congo | 14  | 16 | 3  | 5 | 8 | 9  | 27 | -18  |
| 9    | FC Nord SportP          | 7   | 16 | 0  | 7 | 9 | 10 | 27 | -17  |
| 10   | Sharks XI FC(forfait)   |     |    |    |   |   |    |    |      |

|  | Qualification pour la seconde phase |
|  | Relégation en deuxième division     |

### Seconde phase
| Rang | Équipe                 | Pts | J  | G  | N | P  | Bp | Bc | Diff |
| ---- | ---------------------- | --- | -- | -- | - | -- | -- | -- | ---- |
| 1    | AS Vita Club           | 56  | 22 | 18 | 2 | 2  | 55 | 9  | +46  |
| 2    | TP MazembeT            | 53  | 22 | 16 | 5 | 1  | 39 | 5  | +34  |
| 3    | DC Motema Pembe        | 50  | 22 | 16 | 2 | 4  | 45 | 12 | +33  |
| 4    | SM Sanga Balende       | 49  | 22 | 15 | 3 | 4  | 42 | 7  | +35  |
| 5    | St Eloi Lupopo         | 33  | 22 | 9  | 6 | 7  | 23 | 21 | +2   |
| 6    | Maniema UnionP         | 33  | 22 | 10 | 3 | 9  | 28 | 25 | +3   |
| 7    | CS Don Bosco           | 23  | 22 | 6  | 5 | 11 | 18 | 34 | -16  |
| 8    | FC Mont BleuP          | 22  | 22 | 6  | 4 | 12 | 21 | 34 | -13  |
| 9    | Académic Club RangersP | 17  | 22 | 5  | 2 | 15 | 16 | 42 | -26  |
| 10   | JS Groupe Bazano       | 16  | 22 | 4  | 4 | 14 | 12 | 43 | -31  |
| 11   | AS Dauphins Noirs      | 12  | 22 | 3  | 3 | 16 | 8  | 44 | -36  |
| 12   | AS Dragons Bilima      | 10  | 22 | 2  | 4 | 16 | 14 | 45 | -31  |

|  | Qualification pour la Ligue des champions de la CAF 2019  |
|  | Qualification pour la Coupe de la confédération 2018-2019 |
|  | T : Tenant du titre P : Club promu de D2                  |

## Statistiques

### Meilleurs buteurs
Le tableau suivant liste les joueurs selon le classement des buteurs :
| Rang | Joueur           | Club                 | Buts |
| ---- | ---------------- | -------------------- | ---- |
| 1    | Jean-Marc Makusu | AS Vita Club         | 24   |
| 2    | Ben Malango      | TP Mazembe           | 22   |
| 3    | Dago Tshibamba   | DC Motema Pembe      | 22   |
| 4    | Francis Kazadi   | DC Motema Pembe      | 18   |
| 5    | Alidor Kayembe   | FC Saint Éloi Lupopo | 15   |
| 6    | Adam Bossu       | AC Rangers           | 12   |
| 7    | Dieu Merci Mamba | FC Mont Bleu         | 10   |
| 8    | Museme           | SM Sanga Balende     | 7    |
| 9    | Chadrack Muzungu | AS Vita Club         | 6    |

## Bilan de la saison
| Championnat de république démocratique du Congo de football 2018                             |                                                                 |
| Champion                                                                                     | AS Vita Club (14e titre)                                        |
| Coupes et trophées                                                                           |                                                                 |
| Vainqueur de la Coupe de république démocratique du Congo 2018                               | AS Nyuki (D2)                                                   |
| Qualifications continentales                                                                 |                                                                 |
| Ligue des champions de la CAF 2019                                                           | AS Vita Club                                                    |
| Ligue des champions de la CAF 2019                                                           | TP Mazembe                                                      |
| Coupe de la confédération 2018-2019                                                          | DC Motema Pembe                                                 |
| Coupe de la confédération 2018-2019                                                          | AS Nyuki                                                        |
| Promotions et relégations                                                                    |                                                                 |
| Promus en Linafoot                                                                           | AS Nyuki                                                        |
| Relégués en Championnat de république démocratique du Congo de football de deuxième division | 13 clubs (saison 2018-2019 avec une poule unique de 16 équipes) |